# 1218

## Esdeveniments
- Fundació de la Universitat de Salamanca
- Aprovació pontifícia dels ordes franciscà i dominic.
- 10 d'agost, Barcelona: Pere Nolasc funda l'Orde de la Mercè de Redempció de Captius.

## Naixements
- 12 de febrer, Japó: Kujō Yoritsune, novè shogun

## Necrològiques
- 18 de febrer: Bertold V de Zähringen, darrer duc de Zähringen.
- 19 de maig: Otó IV del Sacre Imperi Romanogermànic
- 25 de juny: Tolosa de Llenguadoc (Comtat de Tolosa)ː Simó de Montfort, noble francès i cap militar de la croada contra els albigesos.[1]
- 2 d'agost: Ramon de Palafolls, bisbe de Girona